# Sainte-Suzanne (Ariège)
Sainte-Suzanne è un comune francese di 256 abitanti situato nel dipartimento dell'Ariège nella regione dell'Occitania.

## Società

### Evoluzione demografica
Abitanti censiti